# Dome Karukoski
Thomas August George Dome Karukoski  (pronunciación en finés: /ˈdome ˈkɑruˌkoski/; 29 de diciembre de 1976) es un director de cine finlandés. 
Reconocido con más de 30 premios en festivales y ha dirigido seis largometrajes que se convirtieron en éxitos de taquilla en su país de origen y también recibieron reconocimiento internacional. 

## Filmografía

### Películas
- La Bella y el Bastardo ( Tyttö sinä olet tähti ) (2005)
- El hogar de las mariposas oscuras ( Tummien perhosten koti ) (2008)
- Fruta Prohibida ( Kielletty hedelmä ) (2009)
- Odisea en Laponia ( Napapiirin sankarit ) (2010)
- Burungo (2011)
- Corazón de león ( Leijonasydän ) (2013)
- El gruñón ( Mielensäpahoittaja ) (2014)
- Tom of Finland (2017)
- Tolkien (2019)

### Televisión
- Suojelijat (Episodios 2 y 5, 2008)
- Veljet (2008)
- Maailmanparantaja (2010)
- La bestia debe morir (2021)

### Videoclips
- Jenni Vartiainen : Tunnoton (2007)